# Heinzenberg

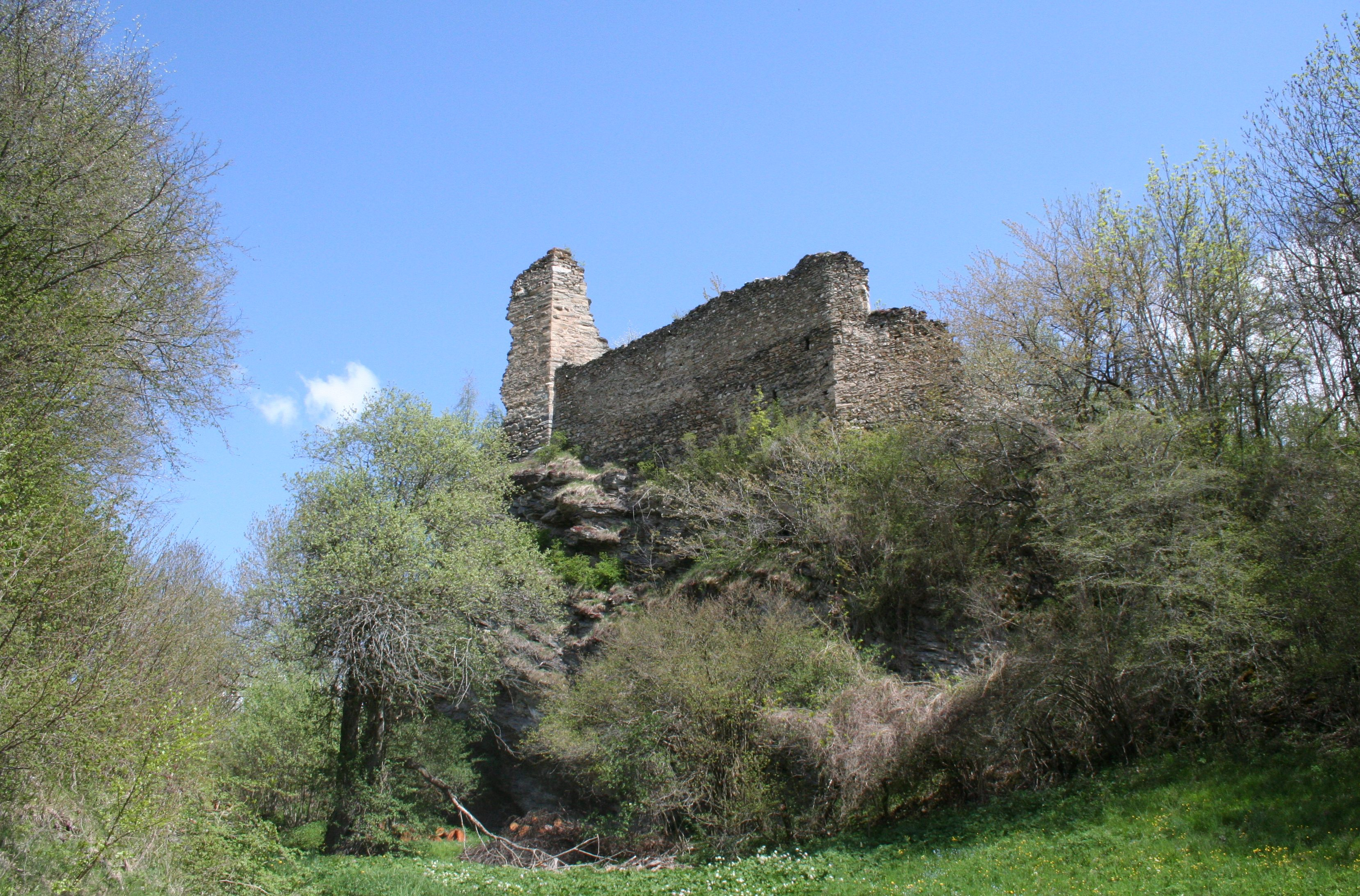
Ruinen efter slottet Heinzenberg

Heinzenberg (rätoromanska: Mantogna) är ett landskap i den schweiziska kantonen Graubünden. Det omfattar vänstra sidan av floden Hinterrheins dalgång mellan den svårforcerade passagen Viamala i söder och gränsen mot Imboden i norr. Huvudort är Thusis.

## Historik
Heinzenberg var under medeltiden uppdelat på tre feodala län, Thusis, Heinzenberg och Tschappina. 1424 anslöts de till det då nyligen bildade Grauer Bund, och kom därmed att bli en del av nuvarande Graubünden. Inom förbundet bildade de tre länen var sitt tingslag, (delvis motsvarande ett svenska  härad).
1851 indelades kantonen i kretsar, och de tre tingslagen samlades då i en enda krets, benämnd Thusis, ingående i distriktet Heinzenberg, från och med 2000 i distriktet Hinterrhein. 2016 avskaffades kretsarnas politiska funktion, och de kvarstår endast som valkretsar. Samtidigt ersattes distrikten av regioner, och därmed ingår Heinzenberg i regionen Viamala.
Heinzenberg är alltså ett kulturgeografiskt namn på området, som är förankrat i folkmun, medan krets Thusis bara har varit ett administrativt begrepp. Det tyska namnet Heinzenberg är givet efter ett slott med samma namn som uppfördes runt år 1200 och övergavs på 1500-talet.

## Språk
Språket i området har tidigare varit den utsilvansk rätoromanska. Tschappina blev dock tyskspråkigt på redan på 1300-talet och Thusis på 1500-talet. Under 1800-talet bredde tyskan ut sig i allt fler av de omkringliggande byarna: Vid mitten av 1800-talet var hälften av befolkningen tyskspråkig, vid sekelskiftet 1900 tre fjärdedelar, och vid folkräkningen år 2000 hade endast 4 % rätoromanska som huvudspråk.

## Religion
Under reformationen antogs den reformerta läran av samtliga församlingar, utom i Cazis, som förblev katolsk.

## Indelning
Kretsen består sedan 2010 av sex kommuner. Fram till dess fanns ytterligare fyra kommuner (Präz, Portein, Sarn och Tartar) som då införlivades med kommunen Cazis.
| Vapen      | Kommun     | Invånare (2014-12-31) | Yta in km² | Kommunkod |
| ---------- | ---------- | --------------------- | ---------- | --------- |
| Cazis      | Cazis      | 2 144                 | 31,18      | 3661      |
| Flerden    | Flerden    | 223                   | 6,09       | 3662      |
| Masein     | Masein     | 475                   | 4,20       | 3663      |
| Thusis     | Thusis     | 2 994                 | 6,81       | 3668      |
| Tschappina | Tschappina | 128                   | 24,67      | 3669      |
| Urmein     | Urmein     | 135                   | 4,33       | 3670      |

Tidigare indelning i kommuner, uppställda efter de gamla tingslagen:
| Heinzenberg | Heinzenberg           | Heinzenberg      |
| Kommun      | Befolkning 2014-12-31 | Nuvarande kommun |
| ----------- | --------------------- | ---------------- |
| Flerden     | 223                   |                  |
| Portein     | 20                    | Cazis            |
| Präz        | 181                   | Cazis            |
| Sarn        | 150                   | Cazis            |
| Urmein      | 135                   |                  |

| Thusis | Thusis                | Thusis           |
| Kommun | Befolkning 2014-12-31 | Nuvarande kommun |
| ------ | --------------------- | ---------------- |
| Cazis  | 1 625                 |                  |
| Tartar | 168                   | Cazis            |
| Thusis | 2 994                 |                  |

| Tschappina | Tschappina            | Tschappina       |
| Kommun     | Befolkning 2014-12-31 | Nuvarande kommun |
| ---------- | --------------------- | ---------------- |
| Tschappina | 128                   |                  |